# Nunchaku
Een nunchaku of nunchucks (Chinees: 雙節棍, shuāng jié gùn; 兩節棍, liǎng jié gùn "tweedelige staf"; 二節棍, èr jié gùn ; Japans: ヌンチャク nunchaku; 梢子棍, shōshikon "schippersstaf"; 双節棍, sōusetsukon "gepaarde delen staf"; 二節棍, "twee delen staf") is een wapen dat gebruikt wordt bij het beoefenen van sommige vechtsporten. Het is een deel uit de kobudo-wapenset en bestaat uit twee stokken die aan de uiteinden verbonden worden door een korte ketting of touw. De andere kobudowapens zijn de sai, tonfa, bo, eiku, tekko, tinbe-rochin, surujin en kama. Een sansetsukon is een soortgelijk wapen dat uit drie stokken bestaat, die in serie met elkaar verbonden zijn. Er is ook een speciale sport met de nunchaku: nunchaku-do.

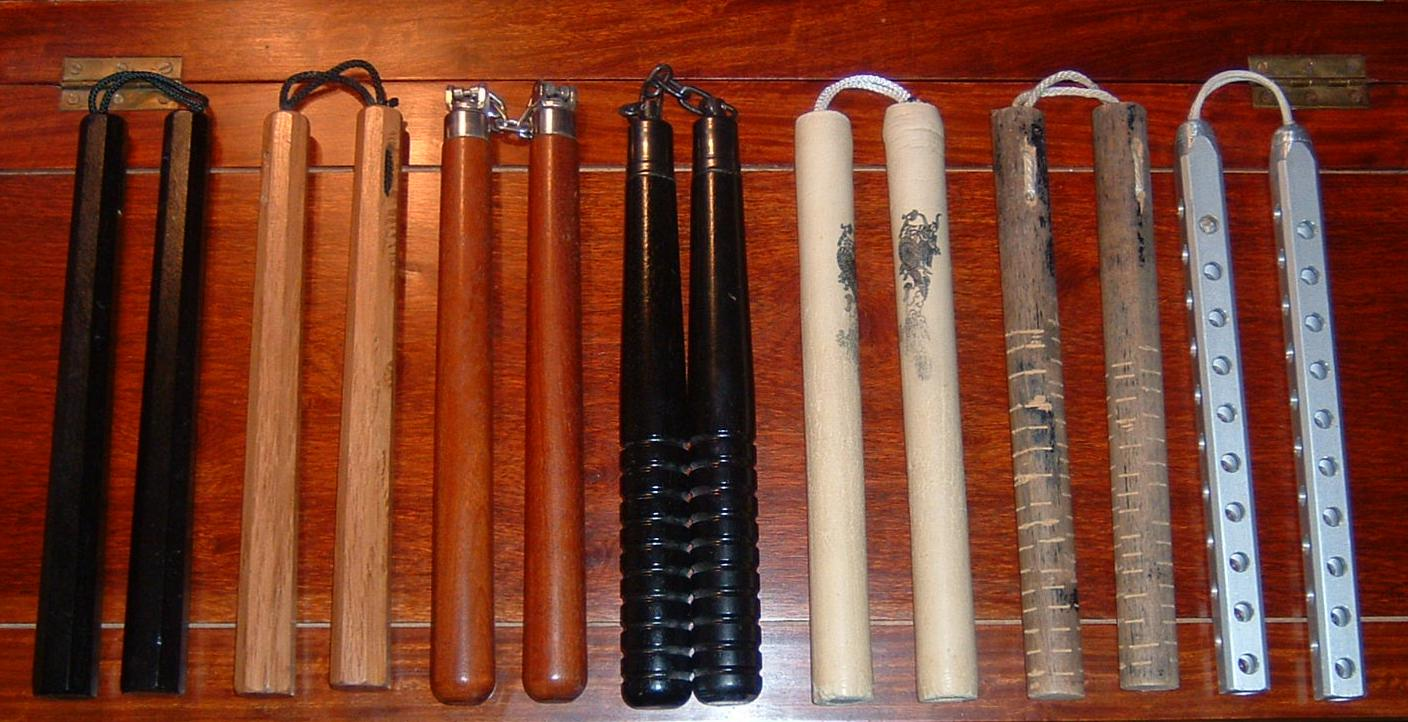
Verschillende typen nunchaku.

## Geschiedenis
Hoewel de oorsprong van de nunchaku onzeker is (zoals van de meeste klassieke wapens), is het waarschijnlijk uitgevonden in China of Okinawa. Het Japanse woord nunchaku stamt van het Min Nan-woord ng-chiat-kun (兩節棍). Algemeen wordt aangenomen dat de nunchaku oorspronkelijk een korte dorsvlegel was waarmee rijst gedorst werd. Een alternatieve theorie is dat het ontworpen is door een vechtkunstmeester die zijn staf wilde verbergen voor de onderdrukkende overheid, door deze in drieën te delen. Het is ook mogelijk dat het wapen ontworpen was nadat in de 17e eeuw een moratorium op scherpe wapens kwam, onder daimyo Satsuma na de invasie van Okinawa. Ook was het voor het lage volk verboden om conventionele wapens zoals messen en pijlen te dragen, en ze improviseerden met wat beschikbaar was. De hedendaagse nunchaku zou echter niet effectief zijn als dorsvlegel. Andere mogelijkheid: de tweedelige en de driedelige nunchaku zouden ontstaan zijn doordat de lijfwacht (van de koning) zijn staf brak tijdens een gevecht en hij de stukken met kettingen aan elkaar maakte.
De nunchaku steeg in populariteit als wapen nadat het door Bruce Lee in zijn films uit de jaren 70 gebruikt werd. Over het algemeen wordt het als een beperkt wapen gezien, omdat het complex te gebruiken is: het heeft niet het bereik van de bo (lange stok) en scherpe voordeel van een zwaard. Ook heeft het de neiging zijn gebruiker te verwonden. Desondanks hebben de snelle bewegingen en de aangenomen dodelijkheid ertoe bijgedragen dat het een populair wapen werd, met zijn top in de jaren tachtig - mogelijk door de (foutieve) associatie met ninja's gedurende de ninja-rage in de jaren 80. Dit resulteerde ook in een explosieve groei van bestaande sportscholen in Nederland, die hier les in gaven. Er zijn drie disciplines, te weten: Free Style, Kata's en Kumite (gevechten). 
In meerdere Europese landen, waaronder Nederland en België vallen de stokjes onder de verboden wapens. De rubberen oefenvariant die gehanteerd wordt in sportscholen is hiervan uitgezonderd.

## Trivia
- Een van de eerste aanvullingen op de controller van Nintendo's Wii was een kleine controller met twee knoppen en een pookje. Dit werd de "nunchaku attachment" genoemd, omdat, als het verbonden was met de hoofdcontroller, leek op een nunchaku.
- Teenage Mutant Ninja Turtle Michelangelo gebruikt de nunchaku als wapen.